# Febre recorrente
Febre recorrente é uma infecção bacteriana causada por Rickettsias ou Borrelias transmitida por carrapato ou piolho, e que como o próprio nome diz, é caracterizado por episódios de febre que duram cerca de 3 a 6 dias, desaparecem por alguns dias e depois volta por mais alguns 3 a 6 dias.

## Transmitida por carrapatos
Febre recorrente transmitida por carrapatos (TBRF, por sua sigla em inglês): transmitida pelo Ornithodorus ocorre na África, Espanha, Arábia Saudita, Ásia e certas áreas do oeste dos Estados Unidos e do Canadá. As doença é causada pelas bactérias Borrelia hermsii, Borrelia parkerii, Borrelia duttoni ou outras.

## Transmitida por piolhos
Febre recorrente transmitida por piolhos (LBRF, por sua sigla em inglês): Transmitida pelo Pediculus humanus corporis é a mais comum na Ásia, África e nos países da América Central e do Sul. Geralmente causada pela bactéria Borrelia recurrentis.

## Sinais e sintomas
Sintomas típicos de qualquer infecções bacterianas e virais:
- Febre alta
- Náusea e vômito,
- Cansaço,
- Dores pelo corpo,
- Calafrios...

O diagnóstico é feito pela detecção de espiroquetas no ágar sangue, algo que não ocorre com outras doenças causadas por espiroquetas como sífilis, bouba e leptospirose.

## Tratamento
Preferencialmente feito com tetraciclinas. Não possui vacina.